# Emil Nawratzki

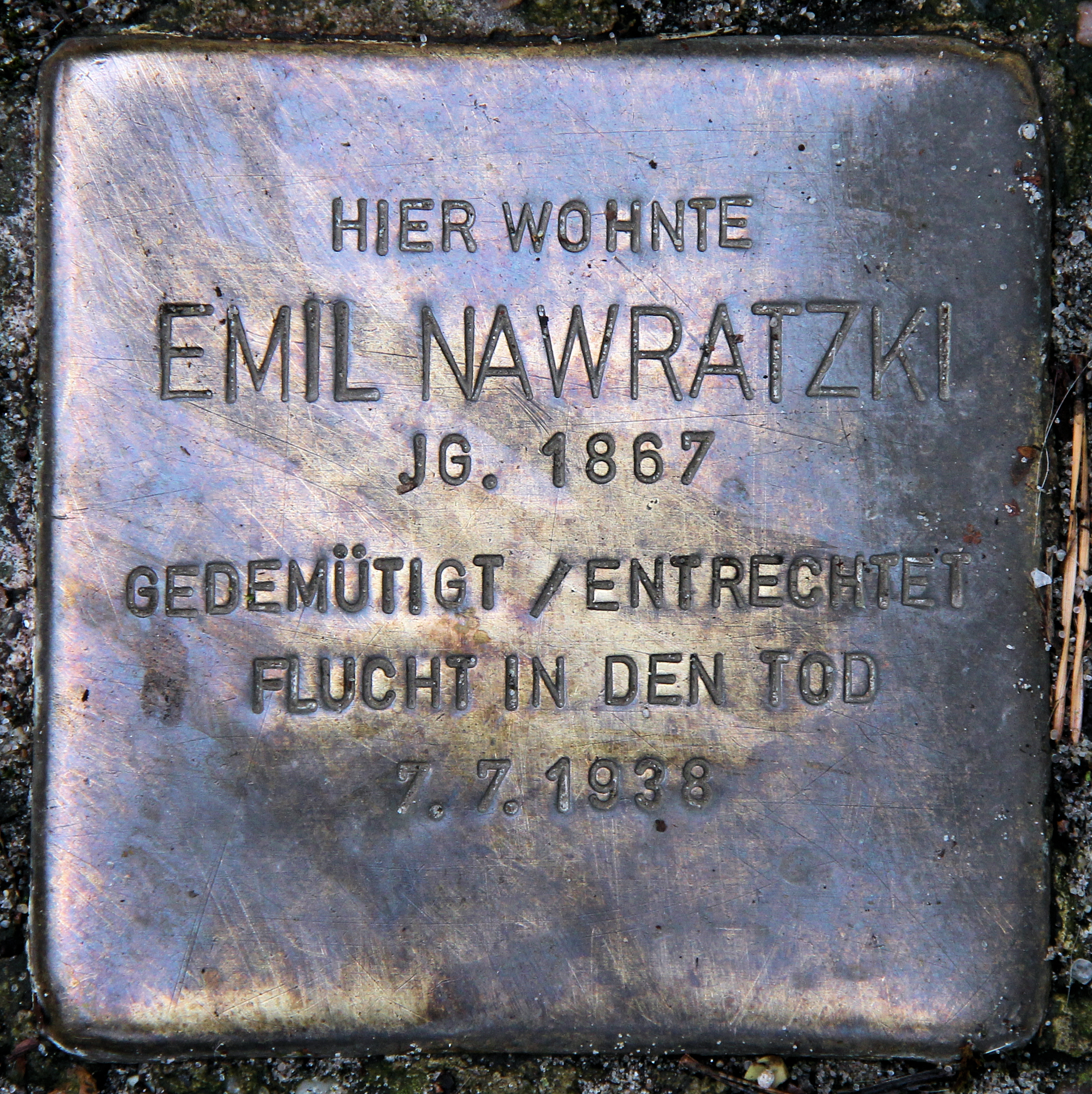
Stolperstein upamiętniający Emila Nawratzkiego

Emil Nawratzki (ur. 5 kwietnia 1867 w Lippinken, zm. 7 lipca 1938 w Berlinie) – niemiecki lekarz psychiatra, radca sanitarny, właściciel zakładu dla psychicznie chorych Waldhaus, ofiara narodowego socjalizmu.
Pochodził z Lippinken (obecnie Lipinki Szlacheckie). Studiował medycynę na Uniwersytecie w Berlinie, tytuł doktora medycyny otrzymał po przedstawieniu dysertacji doktorskiej 11 kwietnia 1893 roku. Następnie specjalizował się w psychiatrii i był asystentem w zakładzie dla psychicznie chorych Dalldorf, kierowanym przez Wilhelma Sandera. W 1904 wspólnie z Maxem Arndtem założył prywatny zakład psychiatryczny, znany jako Waldhaus Klinik lub Arndt- u. Nawratzki’sches Haus. W 1917 roku otrzymał tytuł radcy sanitarnego. Należał do Gesellschaft für Erdkunde (od 1909) i Deutscher Verein für Schulgesundheitspflege. Był autorem kilku prac naukowych dotyczących zagadnień neurologii i psychiatrii, napisał parę haseł do Enzyklopädisches Handbuch der Erziehungskunde pod redakcją Josepha Loosa.
Żonaty z Toni z domu Heymann (1882–1938).
W 1938 roku pod wpływem antysemickich represji popełnił wraz z żoną samobójstwo. Oboje pochowani są na cmentarzu żydowskim przy Schönhauser Allee. W 2010 roku w Berlinie przy Teutonenstraße, nieopodal miejsca zamieszkana Nawratzkich przed wojną, odsłonięto upamiętniające ich Stolpersteine.

## Lista prac
- Beitrag zur Statistik und Kasuistik der Harnröhrenverletzungen. Vogt, 1893
- Zur Kenntniss der Cerebrospinalflüssigkeit. Zeitschrift für physiologische Chemie 23, s. 532–554, 1897
- Nawratzki, Arndt. Ueber Druckschwankungen in der Schädel-Rückgratshöhle bei Krampfanfällen. Berliner klinische Wochenschrift. 36, s. 662–664, 1899
- Ein Fall von Bernhardt’scher Sensibilitätsstörung mit pathologisch-anatomischem Befunde. Arch. f. Psychiat. 32, s. 1073, 1899
- Ueber Druckschwankungen in der Schädel-Rückgratshöhle bei Krampfanfällen. Allgemeine Zeitschrift für Psychiatrie 54, s. 840, 1899
- Nawratzki, Arndt. Ueber das Hedonal. Therapeutische Monatshefte 14, s. 372–374, 1900
- Ein Fall von Sensibilitätsstörung im Gebiete des Nervus cutaneus femoris externus mit pathologisch-anatomischem Befunde. Deutsche Ztschr. f. Nervenh. 17, s. 99–108, 1900
- Ueber Ziele und Erfolge der Familienpflege Geisteskranker, nebst Vorschlägen für eine Abänderung des bisher in Berlin angewendeten Systems. Allgemeine Zeitschrift für Psychiatrie 59, s. 411–436, 1902
- Brühl G, Nawratzki. Rachenmandel und Gehörorgan der Idioten. Zeitschrift für Öhrenheilkunde 45, s. 105–127, 1903